# Aleksandr Grossheim
Aleksandr Alfónsovich Grossheim o Aleksandr Alfónsovich Grosgéim (Александр Альфонсович Гроссгейм) 6 de marzo de 1888- San Petersburgo 4 de diciembre de 1948) fue un botánico ruso y académico de la AS URSS 1946, académico AN de la República de Azerbaiyán 1945, laureado con el Premio Stalin 1948.

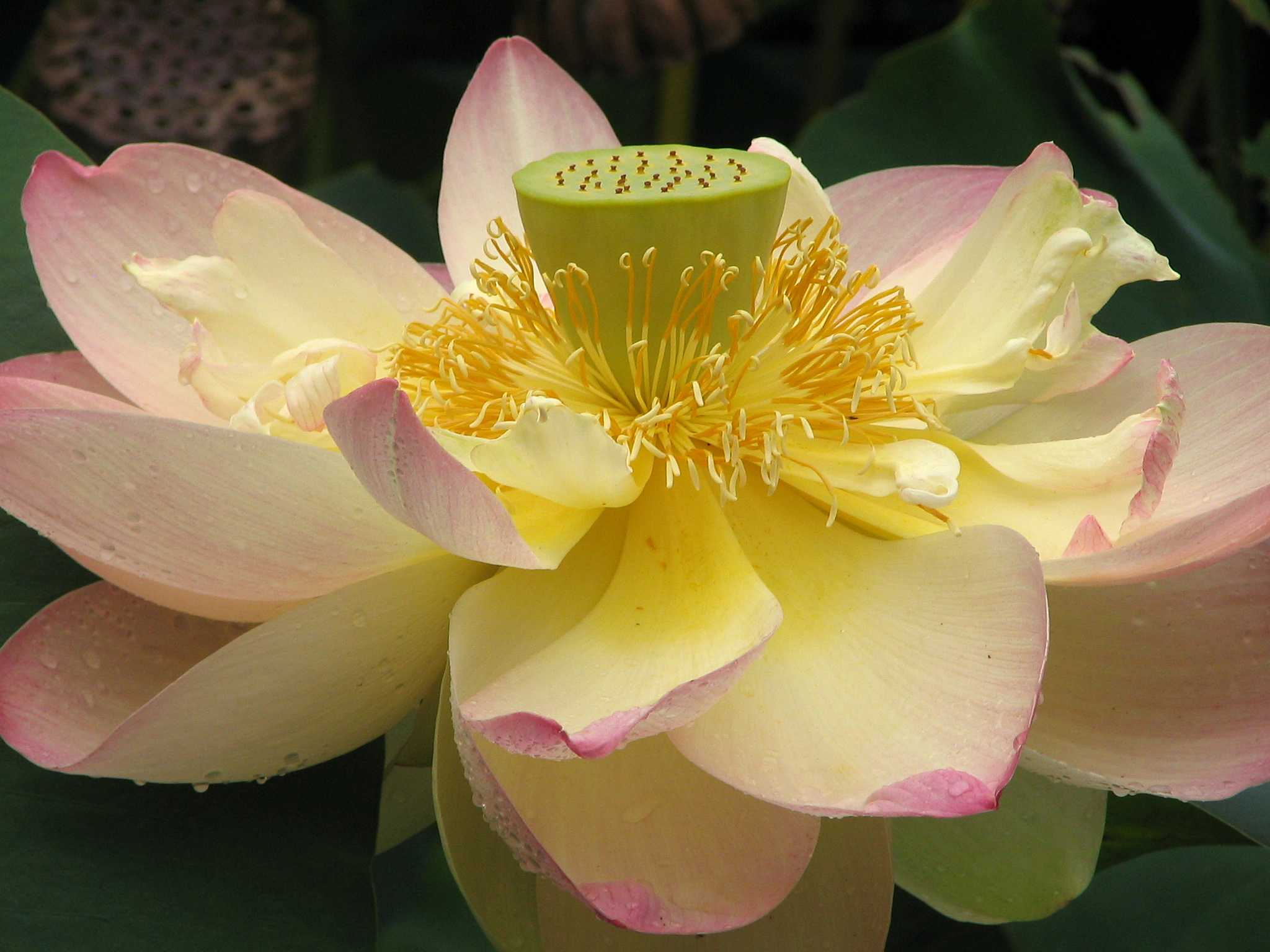
Nelumbo komarovii Grossh.

## Biografía
En 1912 obtiene su doctorado en la Universidad de Moscú. Organizador y director del instituto botánico de Azerbaiyán AS URSS. Desde 1947 - en el Instituto Botánico Komarov de Leningrado, jefe de la sección Flora del Cáucaso, AS URSS, director del Departamento Morfología y de Sistemática vegetal en la Universidad estatal de San Petersburgo "LGU".
Aleksandr Grossheim fue autor de artículos científicos de la flora (Fl. kavk.), vegetación y recursos vegetales de Caucaso, filogenia de angiospermas.

## Obra
- Флора Кавказа [Flora del Cáucaso], 4 tomos 1928—1934

- Анализ флоры Кавказа Análisis de la flora del Cáucaso Archivado el 8 de diciembre de 2018 en Wayback Machine. 1936

- Izv.Azerbajdzansk. Fil. 1-2 188 1939

- Bot. Mater. Gerb. Bot. Inst. Komarova Akad. Nauk S.S.S.R. 8:135. 1940

- Растительные ресурсы Кавказа [Recursos vegetales del Cáucaso] 1946

- Растительный покров Кавказа [Cobertura vegetal del Cáucaso] (1948)

- Определитель растений Кавказа [Vegetación específica del Cáucaso] 1949

- Dans les montagnes de Talych 1950

- Flora Kavkaza (flora Caucasica), vol. 4: Nymphaeaceae - Platanaceae Izdatel'stvo Akademii Nauk SSSR, 1950 1.ª ed. 311 pp. 1-356 + xxiii

## Honores

### Eponimia
Género
- (Asteraceae) Grossheimia Sosn. & Takht.[1]

Especies, más de 70
- Projánov le dedica la especie Euphorbia grossheimii Prokh.
- Yaroslav Projánov y Yuri Vóronov una especie de Iridaceae: Iris grossheimii Woronow ex Grossh.[2]
- La abreviatura «Grossh.» se emplea para indicar a Aleksandr Grossheim como autoridad en la descripción y clasificación científica de los vegetales.[3]